# Tylosema esculentum
Tylosema esculentum är en ärtväxtart som först beskrevs av William John Burchell, och fick sitt nu gällande namn av Annelis Schreiber. Tylosema esculentum ingår i släktet Tylosema och familjen ärtväxter. Inga underarter finns listade i Catalogue of Life.
I sydvästra Afrika där växten förekommer rostas och äts fröna.